# Giorgio Callegari
Giorgio Callegari (Venezia, 5 novembre 1936 – San Paolo, 26 dicembre 2003) è stato un presbitero e sociologo italiano naturalizzato brasiliano, attivo nella prassi della teologia della liberazione.

## Biografia
Nato a Venezia nel sestiere di Castello nel 1936, politicamente attivo da giovane nell'Azione cattolica e vicino alla sinistra democristiana si avvicina all'Ordine domenicano e nel 1966 parte per il Brasile. Il suo impegno si volge verso gli emarginati, e per un impegno politico di ritorno della democrazia in Brasile. Insieme ad altri compagni domenicani, fra cui il teologo Frei Betto viene incarcerato nel 1969 e torturato (realizza nel carcere Tridentes anche uno sciopero della fame collettivo per sensibilizzare sui detenuti politici), durante questo periodo carcerario, fabbrica coi legni del tavolaccio della cella, assieme ad altri domenicani incarcerati, una croce pettorale che riesce a far pervenire al cardinale Villot con la richiesta di consegnarla al Papa affinché la indossasse al posto della croce pettorale d'oro.
Nel 1971, dopo la sua liberazione dal carcere, ma sempre sorvegliato speciale con l'obbligo di non lasciare il paese, viene ordinato sacerdote a San Paolo. Nel 1975, scoperto durante un tentativo di espatrio clandestino, viene espulso dal Paese. Dopo l'espulsione continua la sua azione in Bolivia, in Nicaragua, in Messico, in Perù, a Panama e in Costa Rica, rientrando solo clandestinamente e per brevi periodi in Brasile.
Con la fine della dittatura, nel 1984, torna in Brasile e si dedica alla cura pastorale della Parrocchia di Nossa Senhora do Refùgio dos Pecadores (100 000 abitanti) nelle favelas di San Paolo. Fonda il C.E.P.E. (Centro Ecumenico de Publicações e Estudos) con cui costruirà opere di sostegno per bambini di strada, e contadini indigenti senza terra: la Colónia Veneza, la Scuola Agro-ecologica di Peruibe e cinque Centro da Juventude nelle favelas e sosterrà un progetto di aiuto per i villaggi quilombo, fondati da schiavi fuggiti in zone remote del Brasile. Muore dopo lunga malattia nel convento domenicano della Paróquia da Sagrada Familia, a San Paolo.